# Cserhátszentiván, Nógrád
Cserhátszentiván  este un sat în districtul Pásztó, județul Nógrád, Ungaria, având o populație de 142 de locuitori (2011). 

## Demografie
Componența etnică a satului Cserhátszentiván
     Maghiari (97,1%)
     Necunoscut (2,9%)
     Alții (2,9%)
Componența confesională a satului Cserhátszentiván
     Romano-catolici (69,01%)
     Fără religie (13,38%)
     Luterani (4,23%)
     Reformați (2,11%)
     Necunoscută (11,27%)
     Alte religii (2,11%)
Conform recensământului din 2011, satul Cserhátszentiván avea 142 de locuitori. Din punct de vedere etnic, majoritatea locuitorilor (97,1%) erau maghiari. Apartenența etnică nu este cunoscută în cazul a 2,9% din locuitori.  Din punct de vedere confesional, majoritatea locuitorilor (69,01%) erau romano-catolici, existând și minorități de persoane fără religie (13,38%), luterani (4,23%) și reformați (2,11%). Pentru 11,27% din locuitori nu este cunoscută apartenența confesională.